# کوخار کرولوسکیه
کوخار کرولوسکیه (به لهستانی:  Kuchary Królewskie) یک روستا در لهستان است که در گمینا سوخوچین واقع شده‌است.